# 주유돈
주유돈(朱有燉, 1379년 2월 6일 ~ 1439년)은 중국 명대 초기의 극작가이다. 본명은 주헌왕(周憲王)이다.

## 개요
명태조의 손자이며, 본명은 주유돈(朱有燉), 호는 성제(誠齊)이다. 명초 북방의 여러 왕실(王室)은 배우를 고용하여 북극 유행의 거점이 되고 있었는데, 주헌왕은 영헌왕(寧獻王) 주권(朱權)과 더불어 최대의 연극 후원자 겸 극작가였다. 신선담(神仙譚)을 주축으로 하는 31종에 이르는 작품은 원나라 잡극의 의고체(擬古體)에 불과하고 생기가 없으나, 그때까지의 주역인 독창 이외에 조연진(助演陣)의 합창·윤창(輪唱)을 도입하는 등 연출 기술의 진보에 기여한 공은 매우 크다.